# CIT 6
CIT 6 är en dubbelstjärna i den södra delen av stjärnbilden Lilla lejonet och har även variabelbeteckningen RW Leonis Minoris. Den har en högsta skenbar magnitud av ca 12,8 (varierar från 12,8 - 16,5) och kräver ett kraftfullt teleskop för att kunna observeras. Baserat på parallax enligt Gaia Data Release 3 på ca 3,18 mas, beräknas den befinna sig på ett avstånd på ca 1 000 ljusår (ca 310 parsek) från solen. Den rör sig närmare solen med en heliocentrisk radialhastighet på –1,5 km/s.
CIT 6 är kanske den näst mest studerade kolstjärnan, efter CW Leonis. Den upptäcktes 1966 av en grupp vid California Institute of Technology (vilket är anledningen till att den heter CIT 6) som hittade den genom observation av infraröd strålning med teleskopet på Mount Wilson. Det är den näst ljusaste kolstjärnan i det nära-infraröda bandet, efter CW Leonis (som ligger mycket närmare solsystemet).

## Egenskaper
CIT 6 är en röd kolstjärna av spektralklass C4,3. Den har en massa som är ca <1 solmassa, en radie som är ca 575 solradier och har ca 10 000 gånger solens utstrålning av energi från dess fotosfär vid en effektiv temperatur av ca 2 450 K.

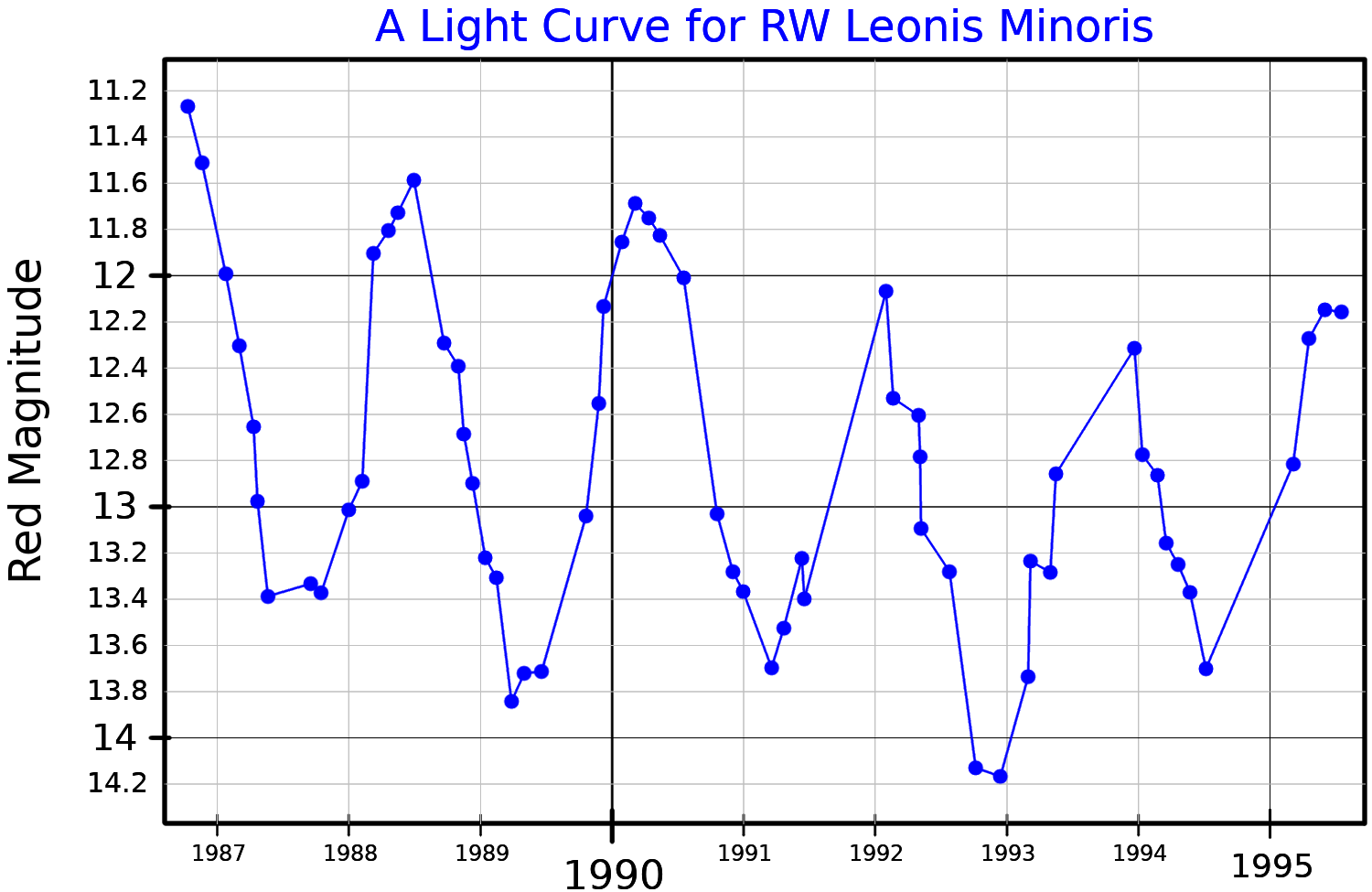
Ljuskurva för RW Leonis Minoris, anpassad från Alksnis. (1995).

CIT 6 tros vara en högt utvecklad stjärna, i övergång från AGB-fasen till den protoplanetära nebulosans fas. Den är omgiven av ett tjockt hölje (CSE) av stoft och molekylär gas. Absorption och återutstrålning av stjärnljuset hos stoftet gör objektet mycket ljusare i det infraröda bandet än i synligt ljus. Den molekylära gasen sågs först av Knapp och Morris 1985, som upptäckte en CO-emissionslinje. Senare studier av millimetervågsradioemission har upptäckt över 20 olika molekyltyper i CSE, som CN, HCN, HC3N, HC5N, HC7N, SiS,  SiO, SiC2, C4H och CH3CN
HST-bilder visar att stoftkomponenten i den innersta regionen av CIT 6:s CSE har utvecklat den bipolära form som ofta ses i protoplanetära nebulosor. Interferometriska mätningar med hög rumslig upplösning visar att CO-emissionslinjerna härrör från en spiralstruktur. Den spiralformade strukturen hos det molekylära gasutflödet, kombinerat med den bipolära formen som ses hos HST, tyder starkt på att CIT 6:s AGB-stjärna har en binär följeslagare.
Även om det är osynligt för det mänskliga ögat, täcker CSE av CIT 6 ett område av vår natthimlen som är ungefär 1/4 av fullmånens storlek. Den yttersta kanten av CSE sågs av GALEX-teleskopet. Det verkar som två långa bågar av emission (av ultraviolett ljus) 15 och 18 bågminuter i diameter, orsakade av att stjärnvinden kolliderar med det interstellära mediet. Den stora storleken på CSE tyder på att CIT 6 har förlorat massa i hög hastighet i minst 93 000 år.